# SS-Begleitkommando des Führers
 (juin 2018).
Si vous disposez d'ouvrages ou d'articles de référence ou si vous connaissez des sites web de qualité traitant du thème abordé ici, merci de compléter l'article en donnant les références utiles à sa vérifiabilité et en les liant à la section « Notes et références ».
Pour les articles homonymes, voir FBK.
Le SS-Begleitkommando des Führers en français : « détachement SS d’escorte du Führer », parfois abrégé en SS Begleit-Kommando, ou sous l'acronyme FBK pour FührerBegleitKommando (Commando d'Escorte du Führer) était une unité spéciale ayant existé de 1932 à 1935, composée de membres de la SS, dont l’objet principal était la protection de la personne de Hitler.
Cette unité a été créée, en tant qu'unité paramilitaire politique privée, à la demande de Hitler en 1932, pour remplacer la Sturmabteilung (SA) dans la mission de protection de sa personne. Après l’accession de Hitler au pouvoir en janvier 1933, elle a acquis une existence officielle et, en 1935, a été incorporée au Reichssicherheitsdienst, le RSD en français : « le Service de sécurité du Reich ».

## Histoire
Le Begleit-Kommando, créé le 29 février 1932, était à l'origine composé de huit membres choisis personnellement par le chef de la SS, Heinrich Himmler.
Les huit membres initiaux étaient :
1. Adolf Dirr ;
2. Bodo Gelzenleuchter ;
3. Bruno Gesche (en) ;
4. Kurt Gildisch ;
5. Willy Herzberger ;
6. Erich Kempka ;
7. August Körber (de) ;
8. Franz Schädle (en).

Au début, ces membres avaient la mission de protéger le Führer, en collaboration avec la Gestapo lorsque celle-ci fut créée, en avril 1933 ; de plus, ils devaient rendre des services spécifiques en tant que secrétaires, conducteurs, officiers de protocole, etc. Appartenir à ce groupe d'élite était considéré comme un grand honneur pour un membre de la SS, et permettait de jouir de privilèges spéciaux.
À ses débuts, avant 1933, alors que Hitler n'était pas parvenu au pouvoir, les membres de cette unité n'avaient pas le droit de porter d'armes. Ce fut seulement en 1933 qu'ils obtinrent cette autorisation ; leurs uniformes étaient ceux de la SS.
Le SS-Begleitkommando intervenait surtout lors des voyages de Hitler en Allemagne ou à l'étranger. Lorsque Hitler prit le titre de Führer de l'État allemand, à l'été 1934, l'unité changea son nom en « SS-Begleitkommando des Führers ». Son effectif passa de huit à une vingtaine de membres.
Le 1er août 1935, l'unité devint le Reichssicherheitsdienst en français : « Service de sécurité du Reich », à la suite de sa fusion avec le « Führerschutzkommando » en français : « détachement de protection du Führer ». Partout où Hitler séjournait, l'unité devait l’accompagner et vérifier la sécurité des lieux, comme au Berghof, à la Wolfsschanze puis dans le Führerbunker.
La majeure partie de ses membres fut capturée par l'Armée rouge après la bataille de Berlin, et fut conduite dans des prisons du NKVD à Moscou pour être interrogée (seuls quelques-uns revinrent vivants en République démocratique allemande par la suite).
Ont figuré parmi les survivants :
- Rochus Misch ;
- Heinz Linge ;
- Otto Günsche ;
- Erich Kempka ;
- Johann Rattenhuber.